# قرار مجلس الأمن التابع للأمم المتحدة رقم 576
قرار مجلس الأمن التابع للأمم المتحدة رقم 576، الذي تم تبنيه بالإجماع في 21 تشرين الثاني / نوفمبر 1985، نظر في تقرير الأمين العام بشأن قوة الأمم المتحدة لمراقبة فض الاشتباك. وأشار المجلس إلى الجهود التي تبذلها لإحلال سلام دائم وعادل في الشرق الأوسط، ولكنه أعرب أيضاً عن قلقه إزاء حالة التوتر السائدة في المنطقة.
دعا القرار الأطراف المعنية إلى التنفيذ الفوري للقرار 338 (1973)، وجدد ولاية قوة المراقبة لمدة ستة أشهر أخرى حتى 31 مايو 1986، وطلب من الأمين العام تقديم تقرير عن الوضع في نهاية تلك الفترة.